# 박근혜 대통령 퇴진 운동
박근혜 대통령 퇴진 운동(한국 한자: 朴槿惠大統領退陣運動)은 박근혜의 대통령직 사임 촉구와 기타 정치, 사회적 문제로 일어난 사회 운동이다. 언론에서는 통상적으로 촛불 집회라는 용어를 사용하였다. 학술적으로는 촛불 항쟁(촛불抗爭)으로 부른다.

## 배경

### 2016년 8월까지의 퇴진 운동
박근혜 정부에 대한 퇴진 요구는 정권 초반인 2013년때부터 있었다. 그 해 국가정보원 여론 조작 사건을 부정선거로 규정한 사람들이 박근혜의 하야를 요구하였다. 2013년 11월에는 일부 진보 기독교계에서 박근혜 대통령의 퇴진을 요구했다.
2014년 4월 16일 세월호 침몰 사고가 발생한 이후 세월호 침몰에 박근혜 정부가 책임이 있다며 정권 퇴진 운동이 일었다. 2015년에는 한국사 교과서 국정화에 반대하는 사람들 중 일부가 박근혜 대통령의 퇴진을 요구했다.
2016년에는 노동문제에 항의하는 퇴진 요구가 나오기도 했다.

### 2016년 9월 부터의 진행
2016년 9월에 들어 박근혜에 대한 퇴진 요구가 잦아지기 시작했다.
2016년 9월 25일 농민운동가 백남기가 사망하자, 농민 단체에서 이를 국가폭력으로 규정하고 박근혜 정권의 퇴진을 요구하였다.

#### 박근혜-최순실 게이트
2016년 9월 20일 한겨레신문은 재벌들이 출연해 만들어진 미르재단과 K스포츠재단에 최순실이 관여했다고 보도했다.
"의혹이 사실일 경우 박근혜는 퇴진해야 한다"는 주장은 2016년 10월 19일 한양대 법학 교수 박찬운에 의해 제기되었다.

#### 문화예술계 블랙리스트 사건
2016년 10월 12일에는 문화예술계 블랙리스트 사건이 터졌다. 박원순 서울특별시장은 블랙리스트가 사실이라면 박근혜 대통령을 탄핵해야 한다고 주장하였다.

## 전개
2016년 10월 24일 저녁 JTBC는 최순실에 대한 국정개입에 대한 증거로 태블릿PC를 입수하여 보도하였다. 10월 25일 포털에 탄핵, 하야가 상위 검색어로 올랐으나,공식적인 퇴진 요구는 터지지 않았다. 10월 25일 박근혜는 연설등을 도움받았다고 해명했으나 이날 저녁 JTBC는 박근혜가 해명의 범위를 넘어서는 문건을 최순실에게 유출했다고 증거를 공개했다. 이에 10월 26일부터 기자회견, 선언 등 형태로 공식적인 퇴진 운동이 시작되었으며, 저녁부터 퇴진 집회도 열렸다.

### 전개 초반
MBC 시사매거진 연구용역의 박근혜 대통령 퇴진 운동 여론 연구 결과에서는 2016년 10월 29일과 2016년 11월 5일에 있었던 1차·2차 시위 기간에는 박근혜 대통령이 직접 사임하기를 바라는 하야론이 우세했다면 박근혜 대통령의 사임이 늦춰지자 2016년 11월 12일과 2016년 11월 19일에 있었던 3차·4차 시위 기간에는 박근혜 대통령에게 사임을 명령하는 퇴진론으로 여론이 바뀌었고 박근혜 대통령이 스스로 사임할 뜻이 없다는 것이 자명해지자 2016년 11월 26일의 5차 시위 기간에는 박근혜 대통령의 하야와 퇴진을 바라는 여론에서 강제적인 퇴진인 탄핵론으로 여론이 바뀌었다고 분석했다.

### 2016년 10월 29일 ~ 2016년 11월 11일: 하야론

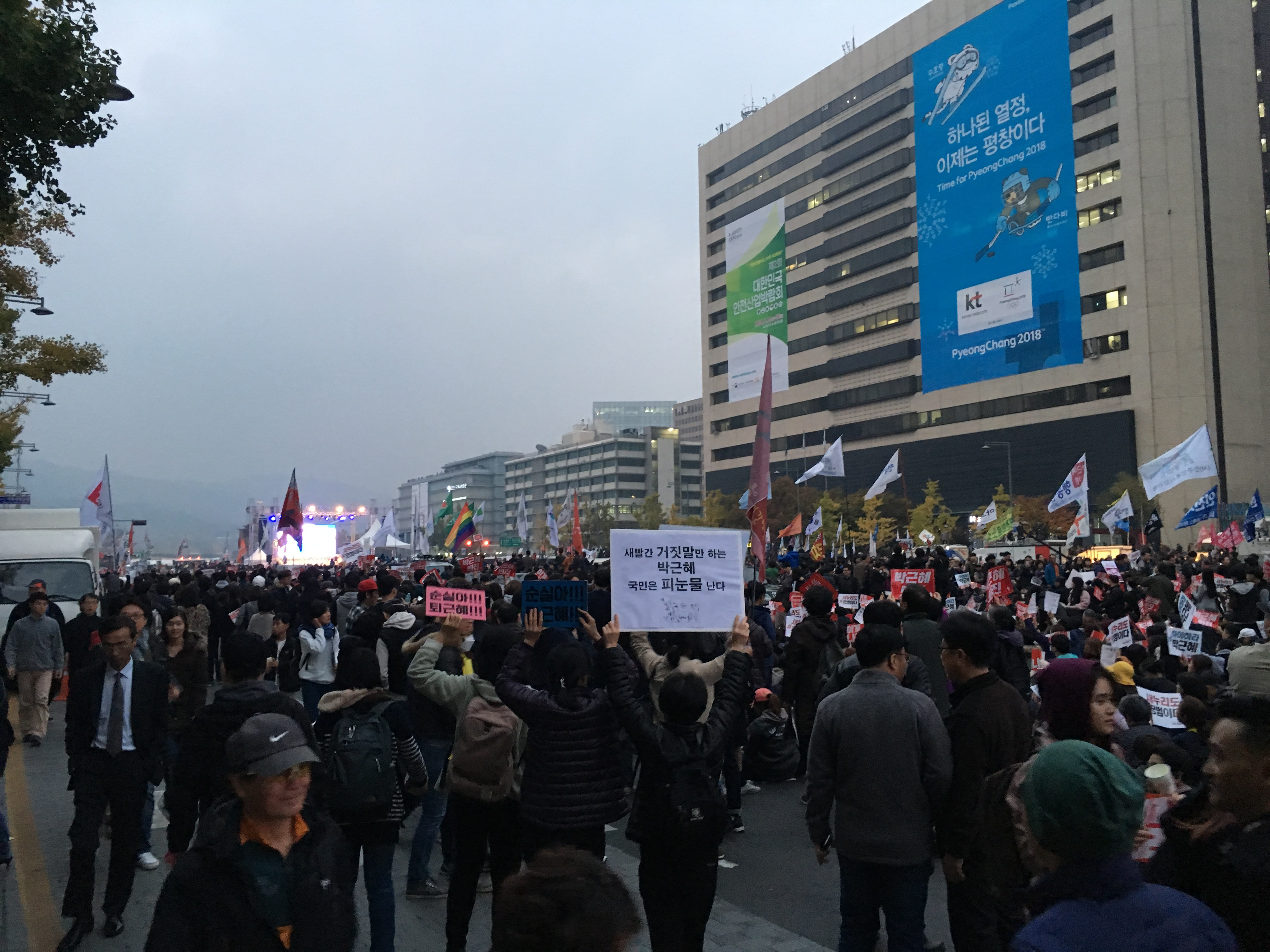
2016년 11월 5일 많은 사람들이 모인 시위 현장

2016년 10월 29일 전국 각지에서 퇴진 시위가 열렸다. 특히 서울도심에서는 대규모의 집회가 열렸다. 서울 도심인 청계광장에서 열린 퇴진 촉구 집회의 집회명은 '모이자! 분노하자! #내려와라_박근혜 시민 촛불'으로 민중총궐기 투쟁본부에서 주최했다. 주최 측 추산 3만 명, 경찰 추산 1만 2000명 가량이 참가했다.
2016년 10월 31일에는 '나와라최순실시민행동' 등 진보성향 시민단체가 서울에서 촛불집회를 열었다.
민중총궐기 투쟁본부는 2016년 11월 1일부터 2016년 11월 12일까지 매일 촛불집회를 연다고 밝혔다. 11월 5일 토요일 집회와 12일 민중총궐기는 대규모로 개최된다. 11일까지 집회는 서울 종로구 청계광장에서, 12일 민중총궐기는 서울광장에서 열린다.
민중총궐기 투쟁본부, 백남기 투쟁본부, 4.16 연대 등은 '박근혜-최순실 국정농단 사태에 즈음한 비상시국회의'를 결성하고 집회를 개최하였고, 이후 박근혜 정권 퇴진 비상국민행동(준)을 결성한다.
2016년 11월 5일에는 광화문광장에서 열린 촛불집회와 도심행진에 주최 측 추산 30만 명 경찰 추산 2만 8천명이 참가했다. 당초 경찰이 교통을 이유로 행진금지를 통고했는데 법원의 가처분으로 합법적으로 행진을 하였다. 또한 광주광역시·울산·부산 등지에서도 박근혜 퇴진과 통진당 소속 국회의원이었던 이석기 석방을 요구하는 집회가 열렸다. 대구에서는 한 여고생이 박근혜 하야에 관한 연설을 하며 누리꾼들의 관심이 모아졌다.

### 2016년 11월 12일 ~ 2016년 11월 25일: 퇴진론

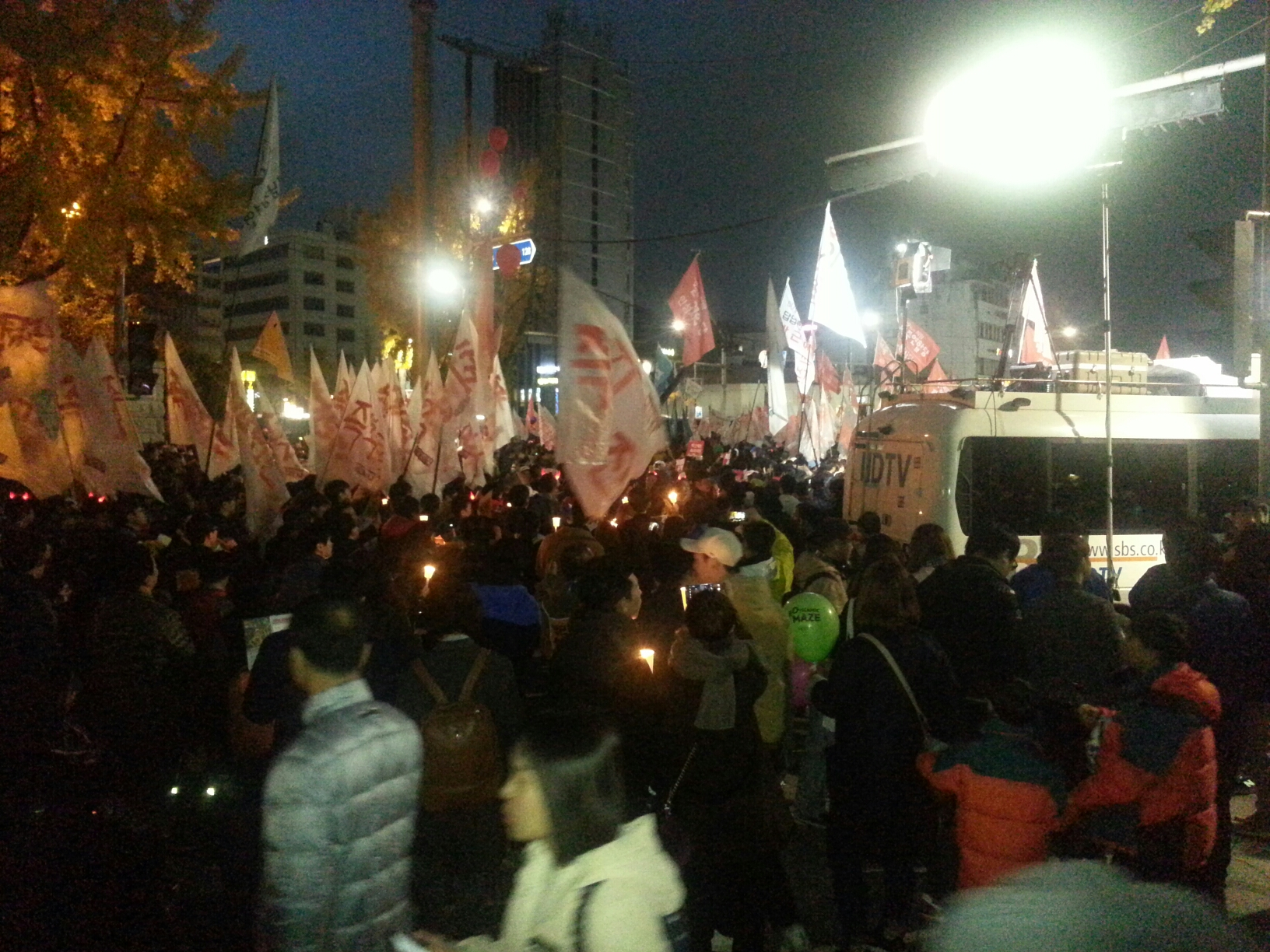
2016년 11월 12일 경복궁역 사거리에 모인 시위대

2016년 11월 8일 민주노총은 2016년 11월 민중총궐기 때 청와대 200 m 옆인 청운효자동 주민센터 앞 신교동 교차로까지 행진을 한다고 신고했다. 청와대 100m 이내의 행진만 금지한 집시법과 "집회·시위를 항의의 대상으로부터 떨어뜨리는 것은 집회·시위의 자유를 침해하는 것"이라는 헌법재판소 결정을 근거로 "이번 집회 목표는 박근혜 대통령 퇴진이므로 청와대 인근으로 가야 한다"는 입장을 밝혔다. 경찰은 너무 많다며 금지통고를 검토 중이라고 밝혔다. 이에 민주노총은 금지통고를 하면 법적대응을 한다고 밝혔다가 민주노총은 그 대신 민중총궐기 투쟁본부가 주최하는 행진에 참여하기로 결정하였다.
2016년 11월 9일 민중총궐기투쟁본부와 시민사회단체연대회의 등 시민사회단체를 주축으로 박근혜정권 퇴진 비상국민행동이 출범하였다.
민중총궐기 투쟁본부측 행진에 대해 경찰이 중간까지만 허용하는 식으로 제한을 통고하자 투쟁본부측이 가처분 신청을 냈고, 법원은 11월 12일 집행정지 가처분을 받아들여 4가지 경로로 경복궁역까지 행진이 진행되게 되었다. 이날 6차 민중총궐기 시위에 주최측 추산 106만 명, 경찰추산 26만 명이 참여했다.
2016년 11월 19일 4차 서울집회는 광화문광장에서 열리고 전국 각지에서도 열린 '모이자! 광화문으로! 밝히자! 전국에서! 박근혜 퇴진 4차 범국민행동'집회에 서울에 주최측추산 60만명 전국 95만2천명이 모였다.(경찰추산 서울 17만명 전국 27만5천명)
더불어민주당과 국민의당, 정의당의 원내 야3당은 11월 24일, 탄핵안 발의를 논의한다. 탄핵안은 12월 초에 표결할 예정으로 준비했다. 탄핵이 가결되려면 새누리당 내에서 28명의 추가 찬성이 필요한 상황이었다.
2016년 11월 29일 박근혜는 자신의 행동은 공익을 위한 것이었다며 자신의 탄핵 여부를 국회에 맡기겠다는 내용의 대국민담화를 발표했다. 박근혜 퇴진을 요구하던 단체들은 즉각 퇴진을 요구하고 박근혜 퇴진 집회를 계속 열기로 했다.

### 2016년 11월 26일 ~ 2017년 3월 10일: 탄핵론

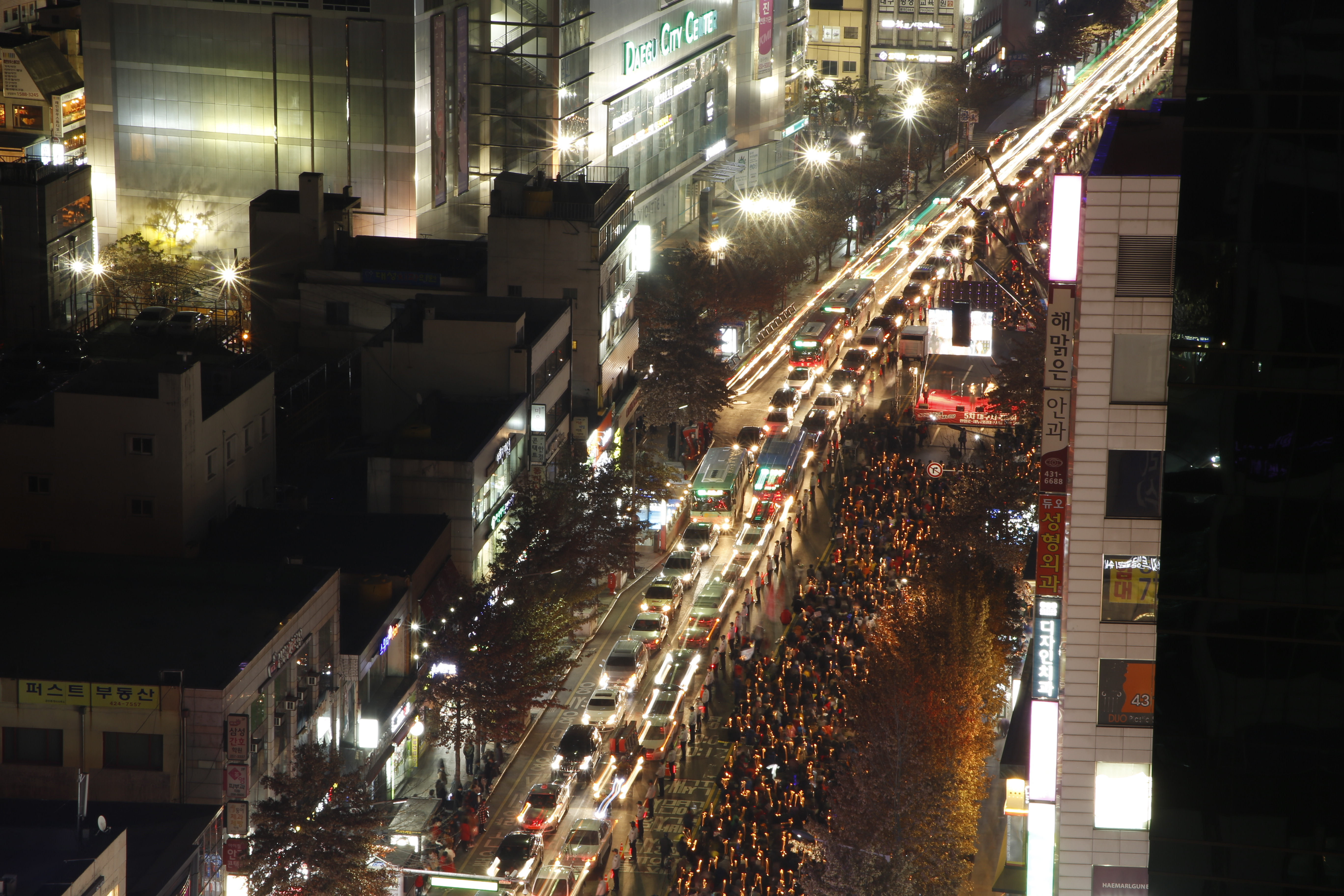
2016년 12월 3일 대구광역시 중구의 국채보상로(중앙네거리-공평네거리 구간)에서 있었던 집회

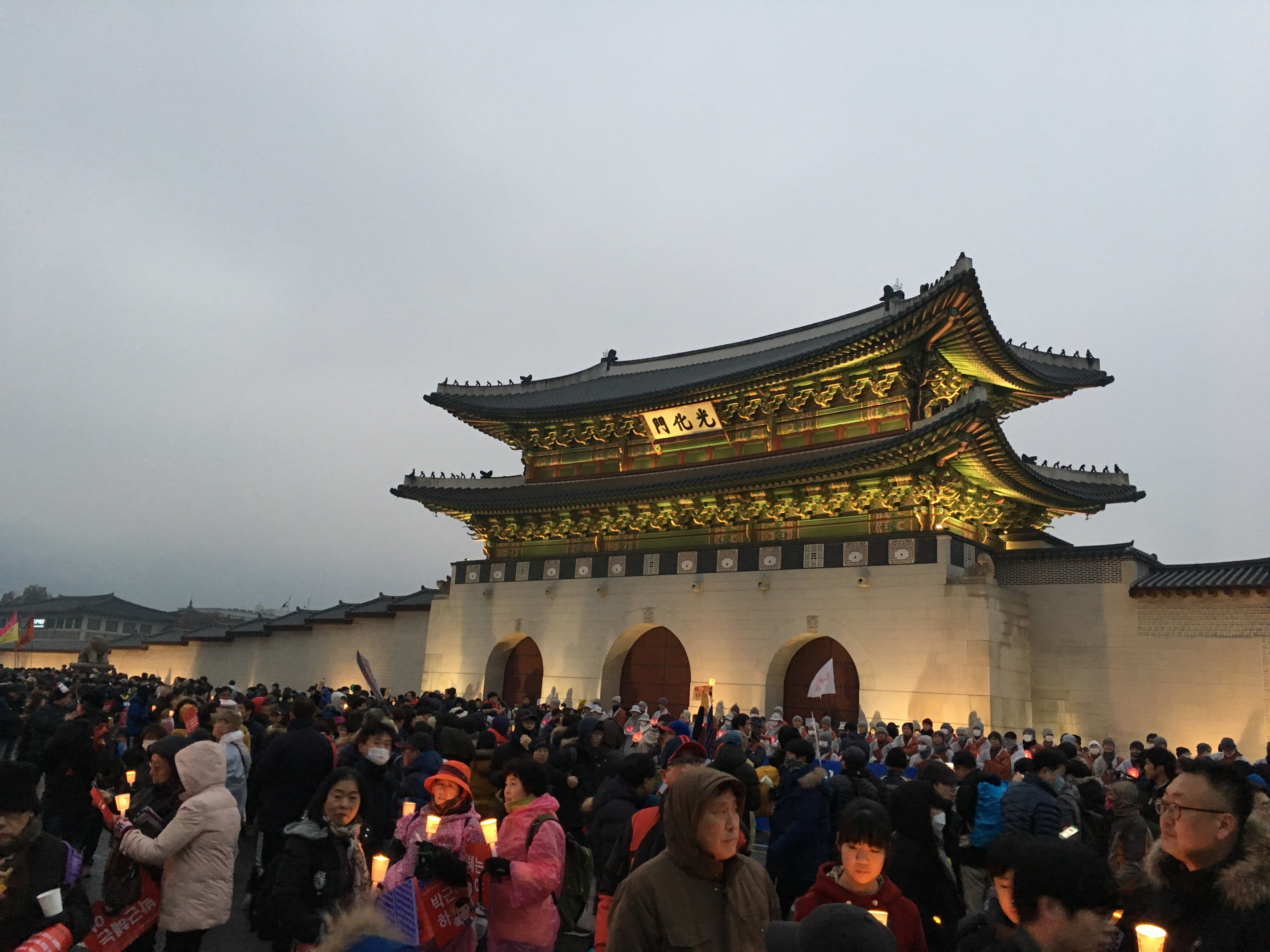
2016년 11월 26일 광화문 앞에서 박근혜 퇴진을 요구하는 시민들

2016년 11월 26일 '박근혜 즉각 퇴진 5차 범국민행동'이 열렸다. 4차 집회 가처분 신청에서 법원이 낮시간대의 청와대 방면 행진을 허용함에 따라 율곡로 북쪽 청와대로 가는 행진은 낮시간대에 하고 저녁에는 율곡로까지 행진하는 것으로 신고했다. 전국에서 190만명 (경찰 추산 33만명)이 참여해 대한민국 헌정사 최대의 시위로 기록되었다.
2016년 11월 29일 박근혜는 자신의 행동은 공익을 위한 것이었다고 하면서 진퇴문제를 국회에 맡기겠다고 대국민담화를 했다. 박근혜 퇴진을 요구하던 시민사회단체들은 즉각 퇴진을 요구하고 박근혜 퇴진 집회를 계속 열기로 했다.
2016년 11월 30일에는 박근혜 대통령 퇴진을 촉구하는 총파업을 벌였다. 이날 총파업에 22만명이 참가했으며 집회에는 주최측 추산 6만명이 참가했다고 밝혔다. 경찰은 이날 집회에 8천명이 참가했다고 추산했다.(노동운동계에서 박근혜정부에서 구속되거나 희생당한 노동자수도 참여정부의 두 배이상 많은 것으로 추정됨)
2016년 12월 3일에 열린 6차집회에서 주최측 추산 232만명 (경찰 추산 42만명)이 참가하여 대한민국 헌정사 최대 시위 기록을 다시 경신했다.
박근혜 대통령은 2016년 12월 3일 6차 촛불집회 이후 2016년 12월 9일 국회에서 불참 1표, 찬성 234표, 반대 56표, 무효 7표로 탄핵안이 가결되었다. 탄핵의 주요 원인 으로는 일단 제일 큰 것은 물론 촛불의 시민 여론 힘이 워낙 강하기 때문에 국회의원들은 무엇보다도 민심에 굉장히 민감하게 작동될 수밖에 없고 탄핵 전에 한국갤럽이 조사한 여론조사에서도 탄핵에 대해서 찬성한다는 국민이 81% 이르렀다. 그래서 234명이 탄핵에 찬성했는데 비율로 환산하면 78% 정도 되기 때문에 거의 민심과 일치한다.
2016년 12월 10일, 7차 촛불집회는 서울 80만 전국적으로 104만 3400명이 참석하여 박근혜 즉각 퇴진과 구속 그리고 헌재의 빠른 탄핵심판을 요구했다.
2016년 12월 17일, 헌법재판소가 박근혜 대통령 탄핵심판 준비에 본격적으로 착수한 상황에서 박 대통령 즉각 퇴진과 헌재의 탄핵심판 인용, 황교안대통령 권한대행 국무총리 사퇴를 촉구하는 8차 주말 촛불집회가 열렸다.
이날 주최측은 서울 65만명, 전국 77만명으로 추산하였고, 경찰은 서울 6만명, 전국 7만 7천명으로 추산하였다.
이렇게 시간이 지나면서 집회 참가자들이 줄어드는 이유는 박근혜 대통령이 국회에서 탄핵이 가결되어 집무가 정지된 만큼 헌법재판소의 결정을 기다리는 성향이 나타난다는 분석이 지배적이다. 한편, 집회 참석자는 점점 줄어드는 추세이지만 이번 사태에 대해 국민 대부분이 표하는 민심 자체는 여전히 식지 않았다는 의견이 많다.
박 대통령 측이 헌재에 제출한 답변서에서 "탄핵 이유가 없다"고 밝힌 것을 규탄하며 박 대통령이 즉각 퇴진해야 하고, 황 권한대행 역시 현 사태에 책임을 지고 사퇴해야 한다는 목소리가 나왔다. 헌재가 신속히 심리를 진행해 하루빨리 탄핵심판을 인용하라는 요구도 강했다.
2016년의 마지막 날인 12월 31일에는 사전에 누적 연인원 1000만명을 돌파할 것이라는 예상을 받았고 이날 10차 촛불집회에서 주최측 추산 110만 4천명 경찰 추산 8만 3천명이 참여하여 '송박영신(送朴迎新·박근혜 대통령을 보내고 새해를 맞음)' 촛불집회를 열고 박 대통령 즉각 퇴진을 촉구했다. 이날 누적 연인원 1000만명을 돌파하면서 퇴진행동 관계자는 "단일 의제로 1000만 집결한 집회는 역사상 첫번째 사례"라고 말했다.

#### 2017년 초반
2017년 1월 7일, 세월호 침몰 사고 1000일을 기념한 11차 집회가 열렸다. 주최측 추산 64만 3380명 경찰 추산 3만 8천명 이 참가하였다. 이날 한 스님이 서울 도심 시위현장에서 장기 기증을 못함을 아쉬워하면서도 소신공양을 했다. 그의 가족들의 의견에 따라 연명치료를 하지 않았고 그는 이틀 후 사망했다.
2017년 1월 14일, 체감온도 영하 13도에도 불구하고 12차 촛불집회가 열였다. 이날은 1987년 남영동 대공분실에서 고문을 받던 중 사망한 서울대 학생 박종철 열사의 30주기였다. 광장에는 박종철 열사를 추모하는 시민들이 국화꽃을 들고 줄을 섰으며, 정원스님 분향소에도 시민들의 조문행렬이 이어졌다. 광화문미술행동에서 준비한 차벽공략 프로젝트 ‘응답하라 1987! 한 걸음 더 2017’는 현수막을 설치해 ‘박종철, 이한열 열사 30주기 추모시민 퍼포먼스’를 진행했다. 이날은 주최측 추산 14만6천7백명이 참가하였다.
퇴진행동은 오후 4시 민중총궐기 투쟁선포대회, 오후 5시 사전발언대, 오후 6시 본행사, 오후 7시30분 행진 순서로 제13차 촛불집회를 진행할 예정이라고 밝혔다. 최종진 민주노총 위원장 직무대행, 삼성전자서비스 노동자 등이 법원 규탄과 구속 촉구, 헬조선을 바꾸자 등의 주제로 발언이 예정됐다. 그리고 이날 주최측 추산 35만 3천 4백명이 참가하였다.
봄이 가까이 오고 있다는 '입춘'이었던 2017년 2월 4일, 14차 촛불집회가 광화문광장에서 열렸다. 설날을 쉬고 일주일만에 광장에 나온 시민들은 ‘박근혜 2월 탄핵, 황교안 사퇴, 공범세력 구속'등을 외치며 촛불을 밝혔다. 박근혜-최순실 게이트로 광화문광장에 촛불을 밝힌 지 99일째. 이날 집회는 2월에는 탄핵하라라는 주제로 열렸고 시민들은 청와대의 압수수색 거부를 집중 성토했다. 그리고 이날에는 주최측 추산 42만 2천 5백명이 참가하였다.
2017년 2월 11일에 15차 촛불집회가 열였다. '박근혜정권 퇴진 비상국민행동'(퇴진행동)은 이날 집회에 전국 80만6천명이 집결했다고 추산했다. 이날 퇴진행동은 시민들과 함께 박근혜 대통령의 퇴진과 헌법재판소의 조속한 탄핵 인용을 촉구했다. 김경자 민주노총 부위원장은 "박근혜 대통령과 그를 비호하는 범죄집단은 특검 수사가 끝나고 이정미 헌법재판관 임기가 끝날 때까지만 버티면 된다는 기대감을 갖는다"며 "더 긴장하고 촛불을 더 높이 들어야 한다"고 목소리를 높였다.

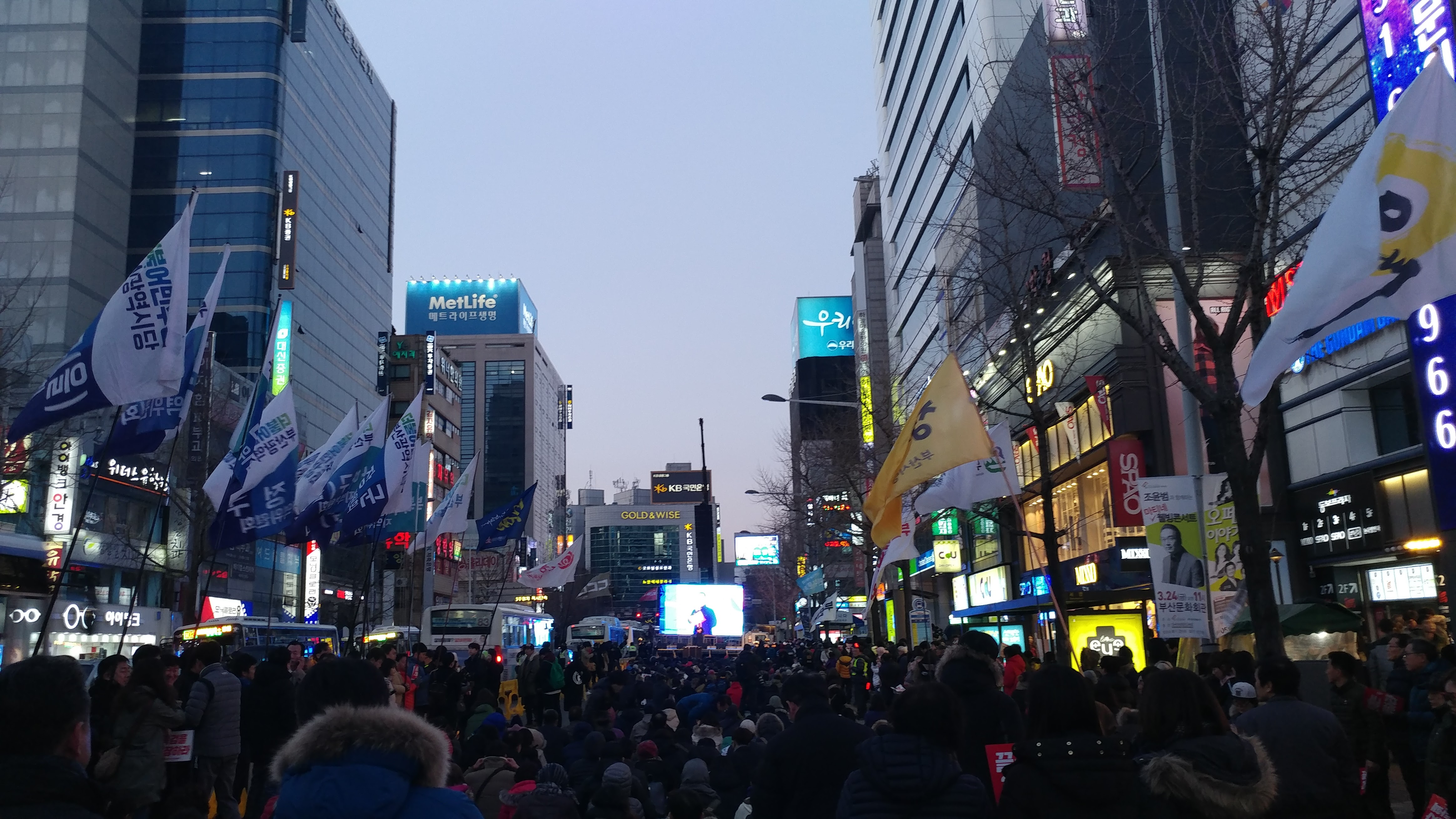
부산 서면에서 열린 박근혜 퇴진 16차 집회

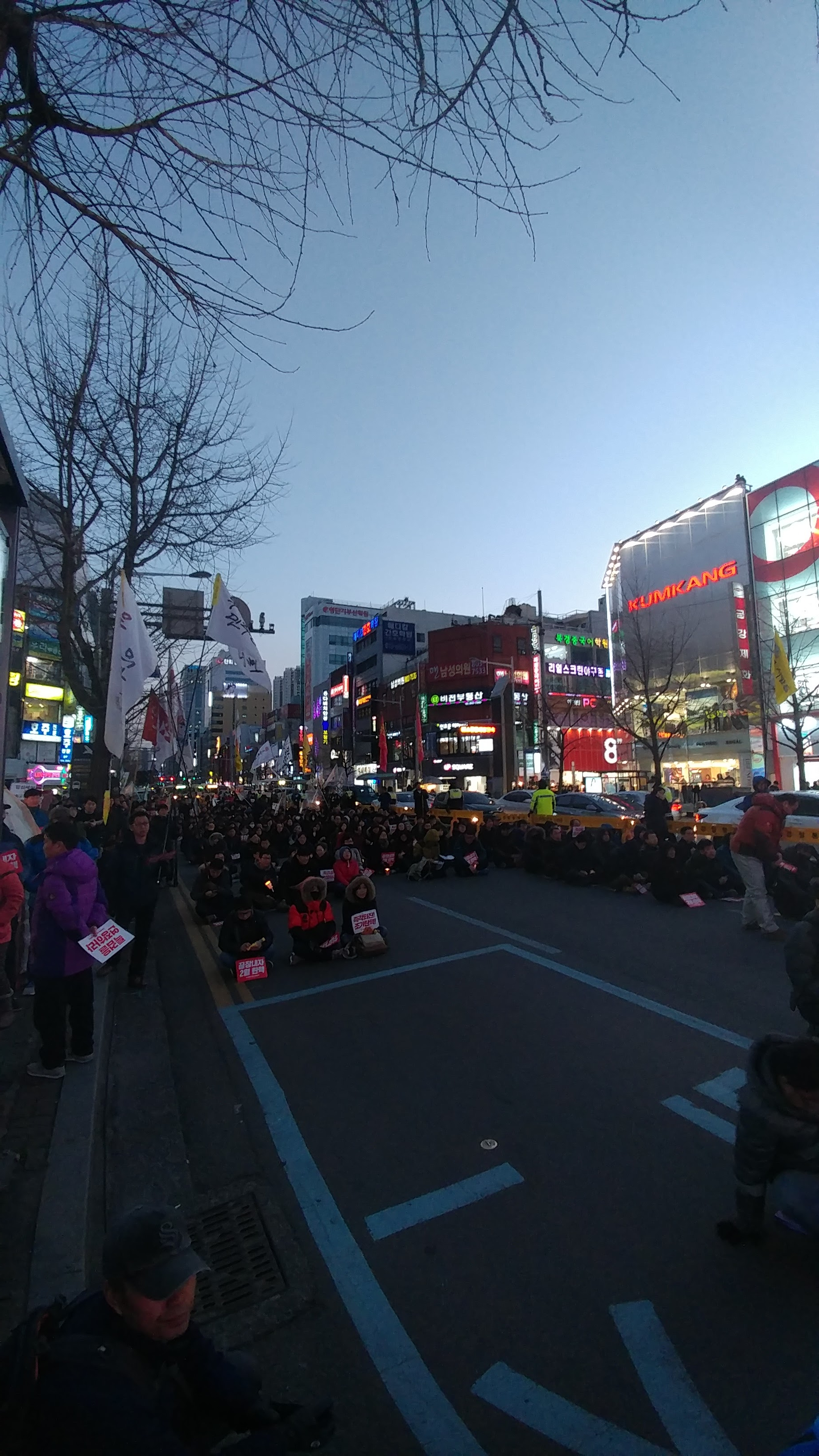
박근혜 퇴진 운동에 참가한 부산의 시민들

2017년 2월 18일 16차 촛불집회가 열였다. 이날 집회에 참여한 시민들은 '조기탄핵 특검연장' '박근혜를 구속하라' 등의 피켓을 들고 광장에 자리했다. 이날 촛불집회의 백미는 박 대통령을 향한 레드카드 퍼포먼스였다. 참석자들은 빨간색 한지 뒤에 덧댄 휴대전화 불빛을 이용해 광화문광장에 붉은 빛을 수놓았다. 김덕진 퇴진행동 대협팀장은 "오늘 광화문에 모인 70만 촛불은 함께 약속한다"며 "저 뻔뻔한 박근혜 퇴진과 탄핵을 위해 촛불을 내려 놓지 않을 것이다. 김기춘, 조윤선, 이재용의 오늘이 박근혜와 공범자들의 내일이 될 수 있도록 촛불을 내려 놓지 않을 것"이라고 말했다. 이어 "2월25일 전국의 촛불이 다시 광화문으로 모이고 3월1일 촛불을 들고 박근혜 퇴진을 위해 힘을 모으자"고 덧붙였다. 이날 집회에는 84만4860명이 참가했다.
2017년 2월 25일 오후 4시부터 진행된 17차 촛불집회는 '박근혜 4년 너희들의 세상은 끝났다'를 주제로 7차 민중총궐기가 열렸다. 촛불집회의 사전행사 격인 이 집회에서 최종진 민주노총 위원장 직무대행은 "지금 대한민국에는 촛불과 태극기의 싸움 벌어지는 것이 아니라 정의의 촛불이 범죄자를 몰아내는 투쟁이 진행되고 있다"며 "박근혜·재벌총수 구속과 헬조선 타파가 역사의 과제이자 촛불의 명령"이라고 말했다. 이 집회에 107만8130명의 국민이 모여 대한민국 헌법재판소의 박근혜 대통령 탄핵 소추안 인용과 특검 연장등을 요구했다.
2017년 3월 1일 3.1절을 맞아 제18차 촛불집회가 열렸다. 임시정부 당시 사용됐던 태극기가 내걸리고, 붓글씨를 쓰는 행사와 대학생 풍물패의 사물놀이 공연이 진행되는 등 3.1절을 맞아 다양한 사전행사도 열렸다. 참가자들은 세월호 참사를 추모하는 노란 리본을 묶은 태극기를 들고 집회 현장에 모였다. 본행사가 시작되자 특검 연장안을 거부한 황교안 대통령 권한대행의 퇴진과 특검 연장 등을 요구했고, 대통령 탄핵 인용을 요구하는 만세를 외치기도 했다. 이날 집회에는 30만명이 참가했다.
2017년 3월 4일 19차 촛불집회에는 참가 시민들이 시기상으로는 봄이 됐지만 "탄핵 인용 전까진 봄이 온 게 아니다"라며 탄핵 인용을 촉구했다. 또한, 특검 연장을 거부한 황교안 대통령 권한대행도 함께 탄핵해야 한다며 목소리를 높였다. 친박 단체들이 헌재를 협박하고 있다며 폭력행위를 멈추라고 규탄하기도 했다. 시민들은 청와대와 총리 관저 방향으로 갈라져 청와대를 포위하는 모양으로 행진을 벌였다. 주최 측은 "촛불민심이 이끄는 탄핵열차는 종착지까지 갈 것이다"며 탄핵이 인용될 때까지 집회를 이어가겠다고 예고했다.

### 2017년 3월 10일 전후: 최후의 순간
2017년 3월 9일부터 11일까지 20차 촛불집회가 열리는데 11일 대규모 집회에 앞서 9일과 탄핵 선고일인 10일 사전집회가 열였다. 9일과 10일 탄핵 선고가 내려지기 전부터 10일 박근혜 전 대통령 탄핵심판 선고가 내려진 후 서울 종로구 일대는 탄핵찬성 집회 참가자들이 행진을 이어가고 있다. 참가 시민들이 도심 곳곳에서 '촛불이 승리했다'등의 구호를 외쳤다. 9일과 10일 사전집회에는 2만명의 시민들이 모였다.2017년 3월 11일에는 9일과 10일에 이어 2박3일 촛불집회인 20차 촛불집회가 열렸다. 박근혜 대통령의 탄핵 이후 첫 집회였다. 참가자들은 본 집회 전부터 변장 퍼레이드를 펼치면서 열기를 더했다. 광화문광장을 가득 메운 촛불집회 참가자들은 탄핵 인용을 '촛불의 승리'로 선언하고, 박 전 대통령 구속수사와 황교안 대통령 권한대행의 퇴진 등을 촉구하였다. 저녁 6시 반부터는 청와대와 총리관저 인근 그리고 종로 일대를 거치는 경로로 나뉘어 행진이 진행되었다. 이날 촛불집회는 촛불승리 축하콘서트로 끝을 맺었다. 이날 집회에는 70만명이 모였다.
결국 박근혜의 최서원(최순실)의 국정개입 사실을 은폐한 점(대의민주제 원리와 법치주의 훼손), 최씨의 이권 개입에 도움을 준 점(직권 남용, 기업의 재산권 침해, 기업경영의 자유 침해), 직무상 비밀을 유출한 점(국가공무원법상 비밀엄수의무 위배), 검찰·특별검사의 조사·압수수색에 불응한 점(헌법수호의지 없음)은 국민의 신임을 배반한 행위이며, 헌법질서에 부정적 영향을 미친다는 점이 인정되어 재판관 전원의 일치된 의견으로 헌정사상 최초로 탄핵되었다.
2017년 3월 10일 이후 정국은 박근혜 탄핵 인용에 따른 대통령직 궐위를 해결하기 위한 후임 대통령 선출 선거인 대한민국 제19대 대통령 선거 정국으로 변경되었다.

## 참여
초기 박근혜정권 퇴진 비상국민행동의 집회는 금융정의연대, 노동자연대, 민권연대, 전국민주노동조합총연맹, 민주행동, 박근혜정권 퇴진 서울행동, 사회변혁노동자당, 사회진보연대, 예수살기, 참여연대, 천주교인권위원회, 한국진보연대, 한국청년연대, 4·16연대를 포함한 14개 단체가 주축이 되어 기획하였다.

### 참여 추산 인원
주말마다 서울 광화문 앞에서 열리는 집회 인원 집계를 둘러싸고 논란이 일자 경찰이 12차 집회부터 추산한 인원을 언론에 공개하지 않기로 했다. 서울지방경찰청은 13일 기존에는 언론에 30분 또는 1시간 단위로 일시점 운집 인원을 공개했고, 최근에는 가장 많이 모였을 때 한 번만 공개했으나 자꾸 혼란만 야기돼 경찰 추산 인원을 비공개하기로 했다.
|                 | 날짜             | 시위대    | 시위대     | 대한민국 정부 | 출처                            |
| 경찰 추산       | 날짜             | 주최 추산 | 경찰 인원  |               | 출처                            |
| --------------- | ---------------- | --------- | ---------- | ------------- | ------------------------------- |
| 1차 범국민행동  | 2016년 10월 29일 | 12,000    | 30,000     | 4,800         | [ 85 ]                          |
| 2차 범국민행동  | 2016년 11월 5일  | 48,000    | 200,000    | 17,600        | [ 86 ] [ 87 ]                   |
| 3차 범국민행동  | 2016년 11월 12일 | 269,000   | 1,000,000  | 25,000        | [ 88 ] [ 89 ]                   |
| 4차 범국민행동  | 2016년 11월 19일 | 275,000   | 600,000    | 20,000        | [ 90 ] [ 91 ]                   |
| 5차 범국민행동  | 2016년 11월 26일 | 330,000   | 1,500,000  | 25,000        | [ 92 ]                          |
| 6차 범국민행동  | 2016년 12월 3일  | 429,000   | 1,700,000  | 30,000        | [ 93 ] [ 94 ] [ 95 ]            |
| 7차 범국민행동  | 2016년 12월 10일 | 166,000   | 800,000    | 18,200        | [ 96 ] [ 97 ] [ 98 ]            |
| 8차 범국민행동  | 2016년 12월 17일 | 77,000    | 650,000    | 18,240        | [ 99 ] [ 100 ]                  |
| 9차 범국민행동  | 2016년 12월 24일 | 53,000    | 600,000    | 14,700        | [ 101 ] [ 102 ]                 |
| 10차 범국민행동 | 2016년 12월 31일 | 83,000    | 1,000,000  | 18,400        | [ 103 ] [ 104 ]                 |
| 11차 범국민행동 | 2017년 1월 7일   | 38,000    | 600,000    | 15,920        | [ 105 ] [ 106 ]                 |
| 12차 범국민행동 | 2017년 1월 14일  | 미집계    | 130,000    | 14,700        | [ 107 ] [ 108 ]                 |
| 13차 범국민행동 | 2017년 1월 21일  | 미집계    | 320,000    | 15,500        | [ 109 ] [ 110 ]                 |
| 14차 범국민행동 | 2017년 2월 4일   | 미집계    | 400,000    | 14,600        | [ 111 ] [ 112 ]                 |
| 15차 범국민행동 | 2017년 2월 11일  | 미집계    | 750,000    | 16,000        | [ 113 ] [ 114 ]                 |
| 16차 범국민행동 | 2017년 2월 18일  | 미집계    | 800,000    | 15,200        | [ 115 ] [ 116 ]                 |
| 17차 범국민행동 | 2017년 2월 25일  | 미집계    | 1,000,000  | 17,000        | [ 117 ] [ 118 ]                 |
| 18차 범국민행동 | 2017년 3월 1일   | 미집계    | 300,000    | 16,000        | [ 119 ] [ 120 ]                 |
| 19차 범국민행동 | 2017년 3월 4일   | 미집계    | 950,000    | 15,900        | [ 121 ] [ 122 ]                 |
| 20차 범국민행동 | 2017년 3월 11일  | 미집계    | 650,000    | 38,100        | [ 123 ] [ 124 ] [ 125 ] [ 126 ] |
| 21차 범국민행동 | 2017년 3월 25일  | 미집계    | 100,000    | 12,300        | [ 127 ]                         |
| 22차 범국민행동 | 2017년 4월 15일  | 미집계    | 105,000    | 미집계        |                                 |
| 23차 범국민행동 | 2017년 4월 29일  | 미집계    | 50,000     | 미집계        |                                 |
| 누적인원        | 누적인원         | 1,773,000 | 14,235,000 | 391,160       |                                 |

|                 | 날짜             | 주최 추산 |
| --------------- | ---------------- | --------- |
| 1차 범국민행동  | 2016년 10월 29일 | 미집계    |
| 2차 범국민행동  | 2016년 11월 5일  | 100,000   |
| 3차 범국민행동  | 2016년 11월 12일 | 100,000   |
| 4차 범국민행동  | 2016년 11월 19일 | 360,000   |
| 5차 범국민행동  | 2016년 11월 26일 | 400,000   |
| 6차 범국민행동  | 2016년 12월 3일  | 621,000   |
| 7차 범국민행동  | 2016년 12월 10일 | 243,400   |
| 8차 범국민행동  | 2016년 12월 17일 | 122,500   |
| 9차 범국민행동  | 2016년 12월 24일 | 101,800   |
| 10차 범국민행동 | 2016년 12월 31일 | 104,000   |
| 11차 범국민행동 | 2017년 1월 7일   | 43,880    |
| 12차 범국민행동 | 2017년 1월 14일  | 16,700    |
| 13차 범국민행동 | 2017년 1월 21일  | 33,400    |
| 14차 범국민행동 | 2017년 2월 4일   | 25,500    |
| 15차 범국민행동 | 2017년 2월 11일  | 56,000    |
| 16차 범국민행동 | 2017년 2월 18일  | 45,000    |
| 17차 범국민행동 | 2017년 2월 25일  | 78,130    |
| 18차 범국민행동 | 2017년 3월 1일   | 미집계    |
| 19차 범국민행동 | 2017년 3월 4일   | 100,890   |
| 20차 범국민행동 | 2017년 3월 11일  | 58,160    |
| 21차 범국민행동 | 2017년 3월 25일  | 2,400     |
| 22차 범국민행동 | 2017년 4월 15일  | 4,600     |
| 23차 범국민행동 | 2017년 4월 29일  | 미집계    |
| 누적인원        | 누적인원         | 2,617,360 |

### 참여 단체
전국농민회총연맹과 전국교직원노동조합, 한국노동조합총연맹 등 노동 조직을 필두로 정의당에서는 심상정, 노회찬 등과 노동당에서는 이갑용 대표가 주축으로 참가하였다. 이후 민중연합당과 더불어민주당에서는 문재인, 안희정, 이재명, 추미애, 박원순, 최성 등이, 국민의당에서는 안철수, 박지원, 손학규 등이 주축으로 참가하였다.
그 외에도 늘푸른한국당의 이재오, 녹색당, 자유한국당 비박계도 일부 참석하였다.

## 갤러리

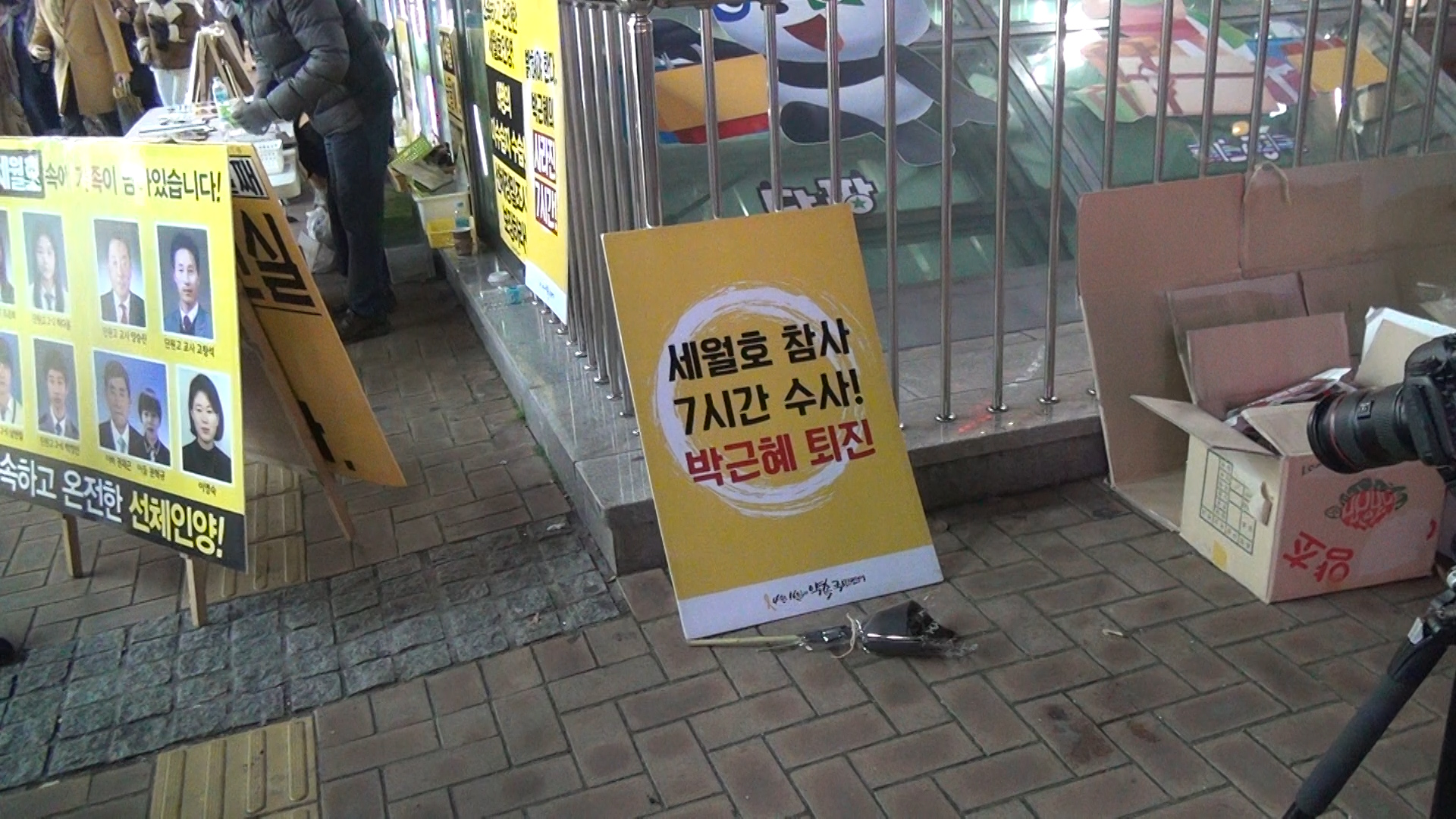
2016년 12월 3일, 세월호 7시간 공백에 대해 의문 제기 및 박근혜 대통령의 퇴진을 요구하고 있다
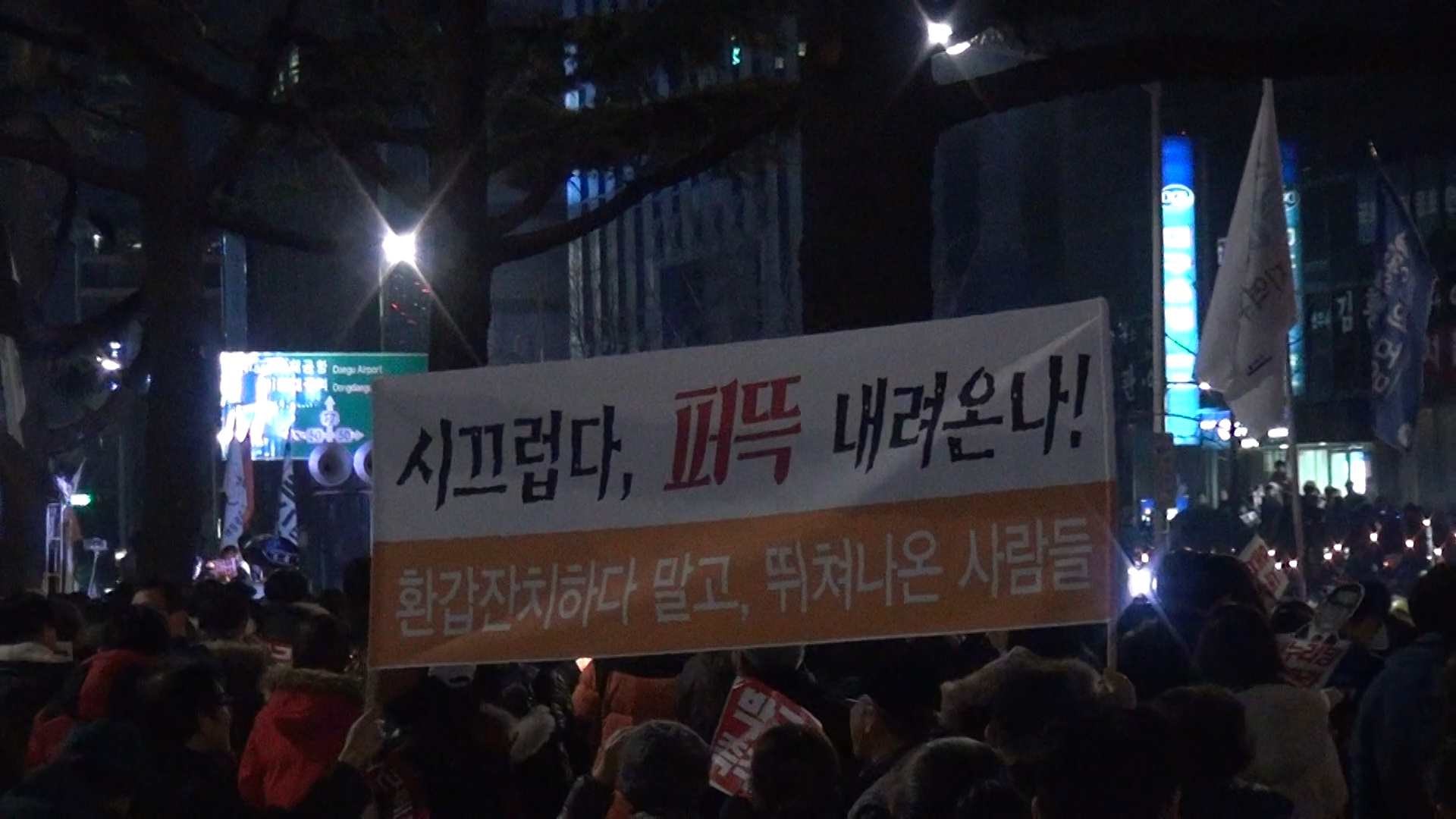
2016년 12월 3일, 대구에서 있었던 박근혜 대통령 퇴진 시위의 현수막
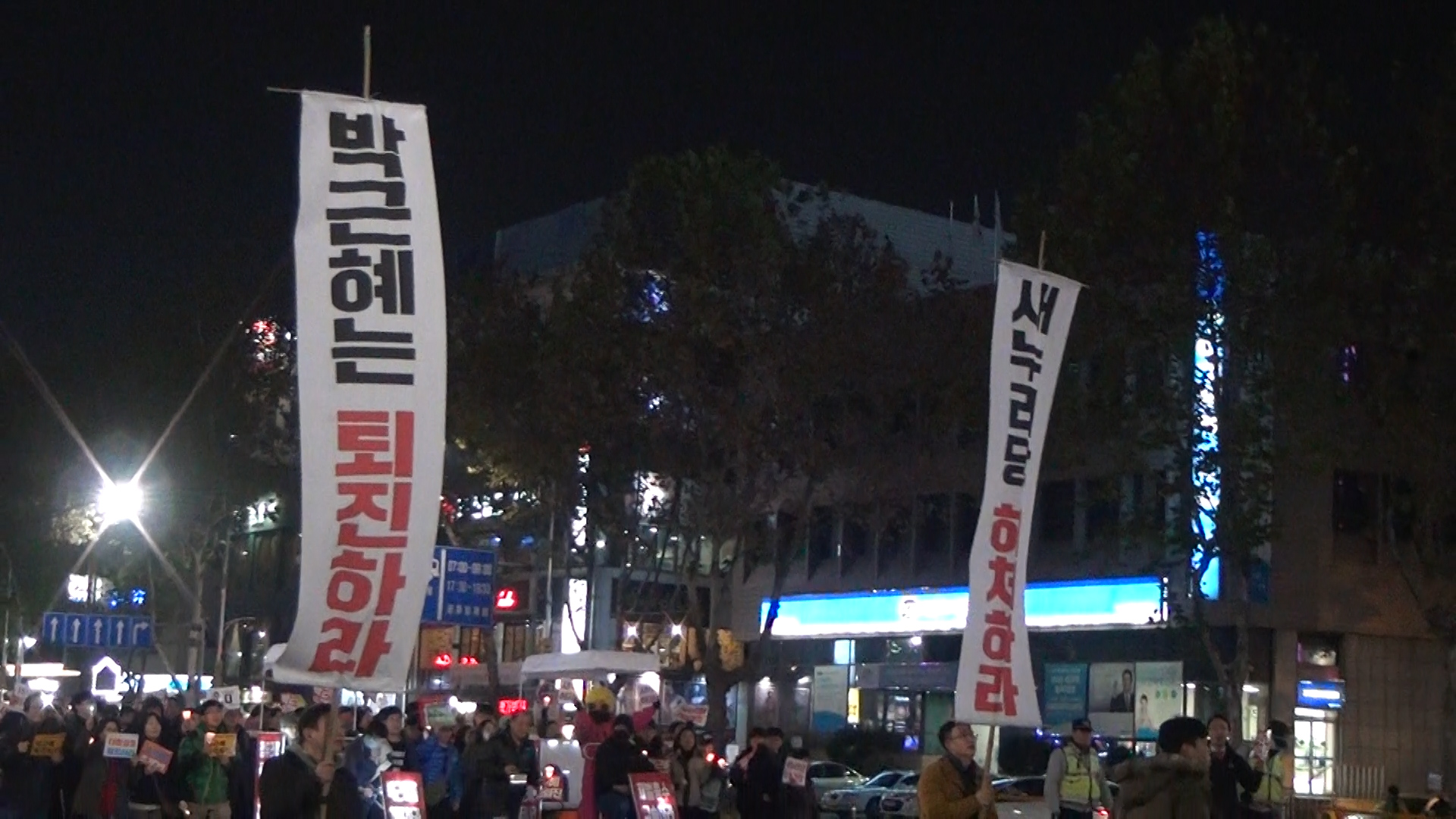
2016년 12월 3일, 새누리당 대구시당 경북도당 방향으로 행진하는 시민들의 모습이다
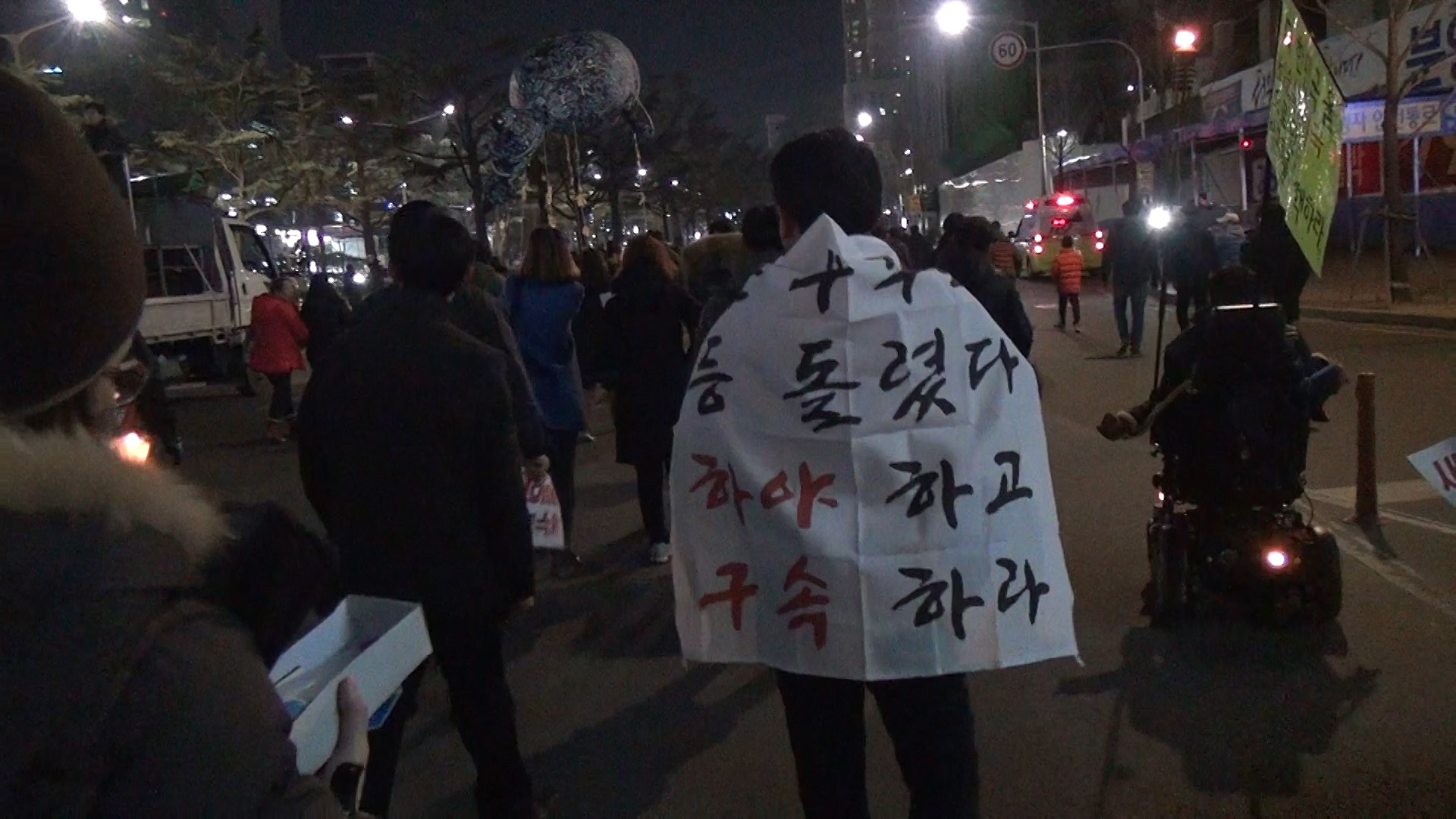
2016년 12월 3일, 시민 중 한 명이 등에 문구를 두르고 행진하고 있다
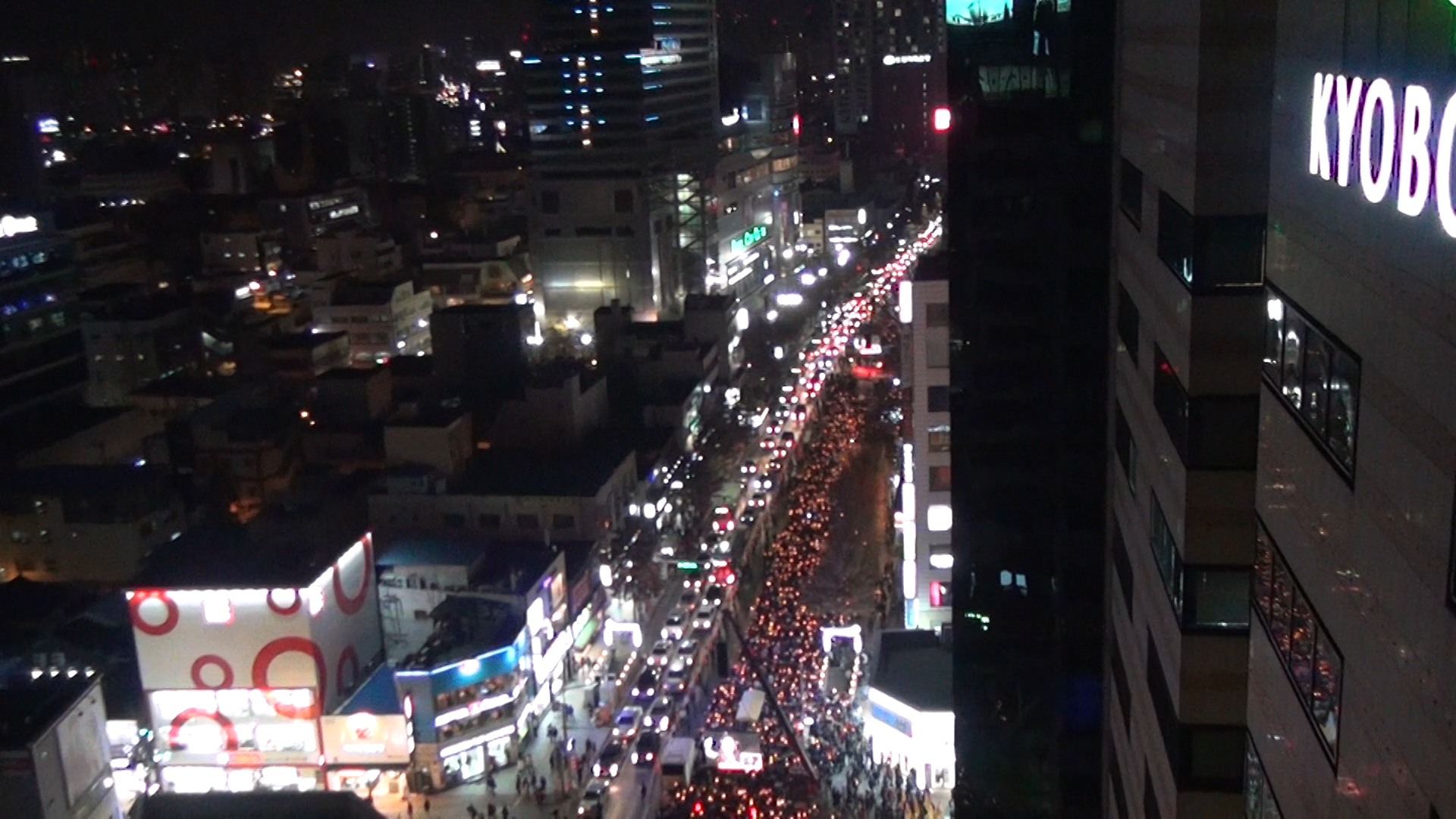
2016년 12월 3일, 대구광역시 중구의 국채보상로(중앙네거리-공평네거리 구간)에서 있었던 집회

## 같이 보기
- 박근혜-최순실 게이트
- 촛불 집회
- 시국선언
- 하야
- 사퇴
- 탄핵
- 이명박근혜 심판 범국민행동본부
- 박근혜 대통령 탄핵
- 박근혜 대통령 탄핵 반대 시위
- 문재인 대통령 퇴진 운동
- 윤석열 대통령 퇴진 운동